# Формула БМВ
Формула БМВ е шампионат организиран от БМВ Моторспорт с цел да предостави на младите пилоти излизащи от картинга, възможност да се запознаят с професионалния спорт. Формула БМВ води началото си от Формула АДАЦ, шампионат на който БМВ доставяше двигателите, но през 2002 година Формула БМВ го замени като БМВ поеха пълен контрол. БМВ имат много по-активна роля в шампионата отколкото Рено или Форд в техните едномаркови шампионати, ролята на БМВ се изразява в желанието на компанията да помогне директно в обучението на младите пилоти.
Минималната възраст за участие в шампионата е 15 години, като участниците не трябва да са участвали в друг шампионат с болиди преди това. БМВ Моторспорт организира специални академии за младите пилоти на пистите Валенсия и Сахир, там пилотите освен курс по пилотиране преминават и курсове по основите на настройване на състезателно шаси, фитнес и хранене, медия мениджмънт и маркетинг курс за намиране на спонсори. Лекторите са много опитни професионалисти, а много често те са и хора работещи в БМВ Заубер или дори самите пилоти.
БМВ избира всяка година 5 пилота от всеки шампионат които спонсорира със сума около 50 хил. евро.

## Болид

### Шаси
Шасито е конструирано от френската фирма Мигал, все още шасито което дебютира през 2002 година се използва без модификации по аеродинамиката за разлика от Формула Рено. Колата на размери е по-малка от Формула Рено, но по-голяма от Формула Форд. Отговаря на всички изисквания на ФИА за безопасност, конструкцията е от карбон и кевлар. Шасито тежи 455 кг. без пилот и гориво. Гумите са сликове Мишлен.

### Двигател и Трансмисия
Двигателя е 1.2 литров, четиритактов с мощност от 140 к.с. Този двигател идва от серийния мотоциклет БМВ К1200 РС, всеки двигател е пломбиран и не може да бъде отварян от отборите, единствено Шницер Моторспорт в Германия има правото да обслужва двигателите. Скоростната кутия 6 степенна подредена и се произвежда от Хюланд.

## Рестрикции
За разлика от Формула Рено и Формула Форд, БМВ следят изкъсо за бройката на тестове посредством системата за събиране на данни на двигателя. Тестовете са позволени само по време на организираните от БМВ сесии, други сесии са позволени само ако участва пилот който не се състезава в шампионата и да не са на писти от шампионата, естествено това не пречи на млади пилоти да тестват преди годината в която дебютират.

## Шампионати
Формула БМВ започна само с шампионат в Германия, но още на следващата година бе организирана и Формула БМВ Азия, след което и шампионати във Великобритания и САЩ. В края на 2007 година се взе решение шампионатите на Германия и Великобритания да бъдат обединени в един голям Евро шампионат. Отборите бяха специално избрани, като сред кандидатите бяха едни от най-добрите отбори в Европа, вкл. и отбора на Кими Райконен и мениджъра му – Дабъл Ар Рейсинг. Състезанията в този Евро шампионат ще се провеждат по време на Ф1, по този начин мениджърите и спонсорите от Ф1 ще могат да наблюдават младите пилоти. С това се и обяснява големия интерес от страна на отборите, таксите и разходите за това участие натоварват много бюджета на отборите и сезона за 1 пилот възлиза на 350 хил. евро, вследствие на това 3 от 13-те отбори които бяха избрани се отказа от участие.
Парите нужни в шампионатите на Азия и САЩ са по-малко и за момента те се радват на голям успех, особено предвид средата в която съществуват.

## Уикенд
Състезателния уикенд се състои от 2 тренировки в петък, 2 квалификации отново в петък и по 1 състезание в събота и неделя.

## Скорост
Скоростта на Формула БМВ е впечатляваща за малкия мотор от 140 к.с., но е по-ниска от тази на Формула Рено и затова много експерти неоправдават сумата нужна за участие във Формула БМВ сравнено с Формула Рено, точно заради възможностите които самия болид предоставя на пилотите да проходят в спорта. Въпреки това, заради директната подкрепа на БМВ Моторспорт, шампионата остава достоен конкурент на Формула Рено.

## Награди
В края на всеки сезон БМВ организира Световен Финал на който са поканени най-добрите пилоти от Европа, Азия и Америка. По време на този финал се правят демонстрации с много от състезателните автомобили на БМВ, вкл. и болид от Ф1. Победителя в този шампионат получава еднодневен тест с БМВ Заубер, който обикновено се провежда 1 година след финала.
Обикновено шампионите в генералните класирания, а често и при новаците, получават дългосрочен договор с БМВ Моторспорт който е допълнителен стимул за младите пилоти. Такива договори са имали Себастиян Фетел и Тимо Глок, което им осигури последния трамплин за дебют във Ф1 след тестове с БМВ Заубер.

## Възпитаници
Много от най-перспективните немски пилоти са минали през този шампионат, от настоящите пилоти във Ф1 се забелязват Нико Росберг, Себастиян Фетел, Тимо Глок и младите тест пилоти Себастиен Буеми и Нико Хюлкенберг. Няколко от програмите за развитие на млади пилоти на големи компании имат представители в шампионати на Формула БМВ.
През сезон 2007 българския пилот Николай Върбицалиев участва в последния сезон на Формула БМВ Германия за отборите на ГУ-Рейсинг и Мюке Моторспорт.